# 片上村
片上村（かたかみむら）は福井県今立郡にあった村。現在の鯖江市の北東部、北陸自動車道・北鯖江パーキングエリアの東方一帯にあたる。

## 地理
- 山岳 ： 橋立山、文殊山、丹波岳、広野山

## 歴史
- 1889年（明治22年）4月1日 - 町村制の施行により、今立郡乙坂今北村、吉谷村、四方谷村、南井村、大正寺村、大野村及び別所村の区域をもって、今立郡片上村が発足する。
- 1955年（昭和30年）1月15日 - 今立郡鯖江町、神明町、中河村、片上村、丹生郡立待村、吉川村及び豊村が合併して、鯖江市が発足する。